# Aeroportul Zonalnoye
Aeroportul Zonalnoye (IATA: ZZO, ICAO: UHSO) este un aeroport din Tîmovskoe⁠(d), Tîmovski gorodskoi okrug⁠(d), Regiunea Sahalin, Rusia. Aeroportul a fost tranzitat în 2017 de 6 pasageri.
Situat la o altitudine de 146 m, aeroportul dispune de o singură pistă.